# بیشه زرد (بخش مرکزی قیر و کارزین)
بیشه زرد یک روستا در ایران است که در دهستان هنگام (قیر و کارزین) واقع شده‌است. بیشه زرد ۲۲ نفر جمعیت دارد.